# Moto carbonaro di Macerata del 1817
Il moto carbonaro di Macerata del 1817 fu il primo tentativo di insurrezione organizzato dalla Carboneria negli Stati italiani del primo Risorgimento.

## Storia
La società segreta della Carboneria nasce nel primo decennio del XIX secolo nel Regno di Napoli, su valori patriottico-liberali, in funzione anti-napoleonica contro il Re Gioacchino Murat. Su quei valori patriottici e liberali le affiliazioni alla Carboneria si diffondono nei Dipartimenti del Regno d'Italia e durante le varie campagne di Napoleone Bonaparte in Spagna (1808-1814), Illiria (1809-1813), Russia (1812), coinvolgendo tanti Ufficiali della Grande Armata provenienti dai vari Stati italiani.
Tra il 1812 e il 1814 nel Dipartimento del Musone e a Macerata rientrano alcuni di quegli ex Ufficiali, ora iniziati alla nuova società segreta. Tra questi Benedetto Ilarj  di Macerata, Antonio Gatti di Civitanova, Benedetto e Giuseppe Ugolini di Montolmo, Giuseppe Antici e Andrea Broglio D'Ajano di Recanati. Tutti prendono parte nel 1815 al primo episodio delle guerre per l'indipendenza italiana, nell'esercito napoletano di Re Gioacchino Murat il quale, proprio dopo la decisiva battaglia contro gli Austriaci combattuta tra Macerata e Tolentino il 2-3 maggio di quell’anno, viene definitivamente sconfitto in agosto con la capitolazione della roccaforte di Capua.
Gli ufficiali non regnicoli vengono rimpatriati con obbligo di domicilio nelle rispettive città. Nel corso del 1816 – con l'antico regime pontificio restaurato dal Congresso di Vienna, seguito alla sconfitta di Napoleone – la Carboneria si organizza in tutte le Delegazioni pontificie, contando sul determinante apporto anche di quegli ex ufficiali napoleonici e murattiani. Gran Maestro della Vendita Madre di Macerata è Livio Aurispa e poi, dall’autunno 1816 alla primavera 1817, Benedetto Ilarj; quindi Cesare Gallo.
Nel maceratese la Carboneria già conta centinaia di affiliati, e all’inizio del 1817 si intensificano le trame per sollevare un'insurrezione nello Stato Pontificio, contando sull’imminenza della Sede vacante – perché il Papa Pio VII, anziano e malato, è creduto in punto di morte – e sulle condizioni di miseria del popolo, aggravate nel maceratese da una lunga siccità e da un’epidemia di tifo petecchiale.
Sono le Vendite Madri di Fermo e Macerata a condurre trattative con il Consiglio Guelfo centrale di Bologna – che è anche Alta Vendita della Carboneria dello Stato Romano – sulla base di un Piano insurrezionale messo a punto dal Gran Maestro di Fermo Paolo Monti. Il Piano prevede l'indipendenza delle Marche e delle Romagne, l’instaurazione di un governo provvisorio repubblicano e di un regime costituzionale, l’abolizione di tasse e la riduzione dei prezzi dei prodotti di prima necessità. È previsto che il moto parta da Macerata, dove confluiranno i gruppi di insorti dalle città vicine per assumere il controllo della piazza, disarmare la forza militare, arrestare i capi politici, saccheggiare i palazzi.
Il Consiglio Guelfo di Bologna, però, non ritiene la situazione ancora matura per un’insurrezione che possa riuscire vittoriosa, perché il popolo non manifesta ancora chiari segni di volontà di ribellione e il Papa sembra pure ristabilito in salute; dirama perciò ai maceratesi il suo parere contrario, condiviso anche dall’Alta Vendita di Ancona (Gran Maestro Giacomo Papis) e dagli stessi dignitari della Vendita di Macerata, compresi il già Gran Maestro Benedetto ilarj e quello in carica Cesare Gallo.
Gruppi di buoni cugini carbonari maceratesi, guidati dal Maestro Terribile Luigi Carletti, decidono di attuare comunque il moto nella notte di San Giovanni 24 giugno 1817, che si risolve però in alcuni assembramenti nei punti convenuti – dei sobborghi della città presso i conventi delle Vergini, di Santa Croce e dei Cappuccini Vecchi, oltre che dei Barnabiti dentro le mura – e qualche tiro incrociato di schioppi a Porta Agliana.
L’insurrezione fallisce – anche per le delazioni che allertano la Polizia – e la repressione è durissima: centinaia di arresti, tre sentenze nell’autunno 1818 con decine di condanne pesanti, di cui tredici alla pena di morte poi commutate in relegazione perpetua. Tra i condannati alla pena più dura Luigi Carletti, Cesare Gallo e Giacomo Papis, che vengono rinchiusi nella Fortezza di Civita Castellana e saranno liberati solo durante la rivoluzione del 1831. Benedetto Ilarj e Antonio Gatti evitano l’arresto fuggendo negli Stati Uniti d’America.
Il moto patriottico di Macerata del 1817, secondo lo storico Domenico Spadoni, fu "anticipazione precipitata, inconsulta ed infelice, nell'Italia centrale, di ciò che tra il '20 e il '21 seguì o si tentò nel mezzogiorno o nel settentrione".
Il suo fallimento sarà comunque esiziale per ogni altra successiva azione in terra di Macerata, che pure ritenterà una trama nel 1820 e parteciperà alla rivoluzione del 1831, ma ormai con ben più contenuto vigore.